# Ondjiva
Ondjiva (ook geschreven als N'jiva en Onjiva; in de koloniale tijd Pereira d'Eça) is een kleine stad in het zuiden van Angola. De afstand tot de hoofdstad Luanda in het noorden bedraagt ongeveer 950 km; de grens met Namibië ligt ruim 40 km naar het zuiden. De dichtstbijzijnde grote stad is Lubango op 200 km afstand. De streek ligt op een hoogte van 1100 meter boven zeeniveau en heeft een droog en warm steppeklimaat, code BSh volgens de klimaatclassificatie van Köppen.

## Geschiedenis
Tot 1917 was Ondjiva woonplaats van de koningen van de Ovambo. Tijdens de Duits-Portugese confrontaties in de marge van de Eerste Wereldoorlog versterkte Portugal haar aanwezigheid in het gebied. De plaats kreeg de naam Vila Pereira d'Eça, ter herinnering aan generaal en koloniaal bestuurder António Júlio da Costa Pereira d'Eça (1852–1917), die in 1914-1915 Minister van Oorlog van de Eerste Portugese Republiek was. Daarna werd hij gouverneur en opperbevelhebber van Angola. In die functie nam hij de capitulatie van de Duitse troepen in het grensgebied met Duits-Zuidwest-Afrika in ontvangst. Na de onafhankelijkheid in 1975 werd de naam van de stad veranderd in Ondjiva.
Tijdens de Angolese burgeroorlog (1975-2002) werd Ondjiva grotendeels verwoest. Het bestuur van de stad opereerde vanuit de provincie Huíla. De meeste inwoners verlieten de stad in 1989, in 1999 woonden er minder dan 5.000 mensen. De herbouw begon na 2002. Eerst kende Ondjiva een langzame bevolkingsgroei, daarna kwamen veel oorspronkelijke bewoners terug en bovendien migranten uit andere delen van Angola, vooral uit de provincie Huíla.

## Bestuur en bevolking
Ondjiva is hoofdstad van de provincie Cunene. Het is een gemeente in de stedelijke kring (Município) Cuanhama, waarvan het ook de hoofdstad is. Het is ook de zetel van een katholiek bisdom.
De bevolking bestaat overwegend uit de bevolkingsgroep Ovambo. Volgens de volkstelling van 2014 bedroeg het aantal inwoners van de município Cuanhama 374.000 personen; voor 2018 werd een geschat aantal verwacht van 424.000.

## Verkeer en economie
De stad beschikt over een vliegveld waarop onder andere door Air Namibia wordt gevlogen.
In verband met de slechte wegverbinding via Lubango naar het noorden, is het economisch leven sterk op Namibië in het zuiden gericht. Daarmee bestaat een vrij goede wegverbinding. Voor de toekomst is de aanleg van de spoorlijn vanuit Namibië via Ondjiva naar Lubango gepland. Het Namibische gedeelte tot de grensovergang Oshikango is inmiddels gereed.
In Ondjiva zijn de provinciale regering, enkele handels- en transportondernemingen en diverse NGO's gevestigd.